# Zora Kolínska
Zora Kolínska (ur. 27 lipca 1941, zm. 17 czerwca 2002) – słowacka aktorka i piosenkarka. Studiowała w Wyższej Szkole Sztuk Scenicznych (VŠMU) w Bratysławie. W 1998 r. została laureatką nagrody DOSKY w kategorii Najlepsza aktorka, za rolę w spektaklu Scény z Domu Bessemenovcov – Meštiaci.

## Życiorys
Miała starszego brata Ctibora. W 1945 roku jej rodzina przeprowadziła się do Popradu. Tutaj zaczęła chodzić do szkoły podstawowej. Gdy miała osiem lat, jej matka zginęła w wypadku. Później jej ojciec ożenił się ponownie, a z drugą żoną miał córkę Lívię. W szkole podstawowej recytowała w trakcie uroczystości szkolnych i wygrywała konkursy recytacji. Kontynuowała naukę w gimnazjum na ul. Šrobárovej w Koszycach. Studiowała w Wyższej Szkole Sztuk Scenicznych (VŠMU) w Bratysławie. 
W latach 1963–1965 była członkinią Teatru w Trnawie. Między 1966–1968 występowała w Teatrze poezji. Tu oprócz gry aktorskiej występowała także jako śpiewaczka w programach kabaretowych Milana Lasicy i Júliusa Satinskego. W roku 1968 znalazła się na ósmym miejscu w ankiecie  Zlatý Slávik. Potem Teatr poezji zmienił nazwę na Teatr na Korze, z którego odeszła w roku 1971 do teatru Nová scéna w Bratyslawie. Grała każdy rodzaj roli, od komicznych przez groteskowe do poważnych. Była jedną z założycielek Teatru Astorka Korzo '90. Często występowała z Ivanem Krajíčkiem, z którym nagrała kilka duetów. Inni aktorzy z którymi występowała to m.in.: Zita Furková, Magda Vášáryová, Stano Dančiak, Martin Huba, Marián Labuda, Juraj Kukura, Milan Kňažko i wielu innych.
Po roku 1989 zaczęła się zajmować własnym przedsiębiorstwem, posiadała sklep meblowy. Wystawa znajdowała się w Domie novinárów na ulicy Kapucínskej w Bratislave. Nie tylko sprzedawała meble, ale zapewniała także ich wyrób na miarę, wedle upodobania klientów.
W latach dziewięćdziesiątych regularnie występowała w programie Ivana Krajíčka Repete. Po jego śmierci w roku 1997 przejęła prowadzenie programu i jako prowadząca cieszyła się takim samym powodzeniem co Ivan Krajíček.
Pierwszym małżonkiem Zory został Milan Lasica. Ślub wzięli w dzień jej obrony (w Wyższej Szkole Sztuk Scenicznych). Po ośmiu latach się rozwiedli. Później jej partnerem przez siedem lat był Juraj Kukura. Dalej poznała lekarza Igora Petra, z którym mieszkała do końca życia. Krótko przed jej śmiercią się pobrali, po dwudziestu latach bycia razem.

## Filmografia (wybór)
- Ve znamení Merkura
- Sladké starosti
- Albert
- Alžbetin dvor